# Wendelsteinbahn
| Die Wendelsteinbahn beim Passieren der „Hohen Mauer“ |                                 |                                                                      |                                                |
| |                                 |                                                                      |                                                |
| Streckennummer (DB): | 9570                            |                                                                      |                                                |
| Kursbuchstrecke (DB): | 11030, ex 1051b (1944)          |                                                                      |                                                |
| Streckenlänge: | 7,66 km (bis 1961: 9,950 km) km |                                                                      |                                                |
| Spurweite: | 1000 mm (Meterspur)             |                                                                      |                                                |
| Stromsystem: | 1500 V =                        |                                                                      |                                                |
| Maximale Neigung: | Adhäsion 36 ‰ Zahnstange 237 ‰  |                                                                      |                                                |
| Minimaler Radius: | 70 m, Depot: 40 m               |                                                                      |                                                |
| Zahnstangensystem: | Strub auf 6,15 km               |                                                                      |                                                |
| |                                 |                                                                      |                                                |
| \| \| \| von Rosenheim \| \| \| \| 0,000 00,00 \| Brannenburg (WB bis 1961) \| 473 m ü. NN \| \| \| \| nach Kufstein Grenze \| \| \| \| \| Kirchbach \| \| \| \| \| Rosenheimer Straße (ehemals Bundesstraße 15) \| \| \| \| \| Thannbach \| \| \| \| \| Mühlenstraße \| \| \| \| \| Thannbach \| \| \| \| \| Dientzenhoferstraße \| \| \| \| 02,30000,00 \| Waching (seit 1961 Talbahnhof) \| 508 m \| \| \| \| Abzw (Bahnmeisterei, ehem. Ausweiche) \| 520 m \| \| \| \| Depot Wimbachau \| 522 m \| \| \| \| Beginn Zahnstange \| \| \| \| \| Forstweg \| \| \| \| \| Gembachau (bis ~1980) \| 640 m \| \| \| \| Straße nach St. Margarethen \| \| \| \| \| Straße nach St. Margarethen \| \| \| \| \| Straße nach Kronberg \| \| \| \| \| Forstweg zur Mitteralm und ins Reindlertal \| \| \| \| \| Ende Zahnstange \| \| \| \| 06,40004,10 \| Aipl (Ausweiche und Bedarfshalt) \| 972 m \| \| \| \| Forstweg zur Mitteralm und ins Reindlertal \| \| \| \| \| Beginn Zahnstange \| \| \| \| \| Wilder Graben (Mauer mit Durchlass) \| \| \| \| 07,50005,30 \| Mitteralm (Bedarfshalt) \| 1210 m \| \| \| \| Skiabfahrt \| \| \| \| \| Tunnel 1 (34 m) \| \| \| \| \| Tunnel 2 (40 m) \| \| \| \| \| Tunnel 3 (50 m) \| \| \| \| \| Tunnel 4 (30 m) \| \| \| \| \| Tunnel 5 (16 m) \| \| \| \| \| Reindlerscharte (Mauer mit Durchlass) \| \| \| \| \| hölzerne Lawinenschutzgalerie \| \| \| \| \| Skiabfahrt (aufgelassen, durch Brücke ersetzt) \| \| \| \| \| Hohe Mauer (mit Durchlass für Skiabfahrt) \| \| \| \| \| Tunnel 6 (Schwaigerwand-Tunnel, 119 m) \| \| \| \| \| Tunnel 7 (35 m) \| \| \| \| \| hölzerne Verbauung \| \| \| \| \| \| \| \| \| 9,950 07,66 \| Wendelstein (Bergbahnhof) zur Wendelstein-Seilbahn nach Bayrischzell \| 1723 m \| \| \| \| \| \| \| Quellen: [2][3][4][5][6] \| \| \| \| |                                 |                                                                      |                                                |
| Strecke |                                 | von Rosenheim                                                        | von Rosenheim                                  |
| Kopfbahnhof Streckenanfang (Strecke außer Betrieb) · Bahnhof | 0,000 00,00                     | Brannenburg (WB bis 1961)                                            | 473 m ü. NN                                    |
| Strecke (außer Betrieb) · Strecke nach links |                                 | nach Kufstein Grenze                                                 | nach Kufstein Grenze                           |
| Brücke über Wasserlauf (Strecke außer Betrieb) |                                 | Kirchbach                                                            | Kirchbach                                      |
| Bahnübergang (Strecke außer Betrieb) |                                 | Rosenheimer Straße (ehemals Bundesstraße 15)                         | Rosenheimer Straße (ehemals Bundesstraße 15)   |
| Brücke über Wasserlauf (Strecke außer Betrieb) |                                 | Thannbach                                                            | Thannbach                                      |
| Bahnübergang (Strecke außer Betrieb) |                                 | Mühlenstraße                                                         | Mühlenstraße                                   |
| Brücke über Wasserlauf (Strecke außer Betrieb) |                                 | Thannbach                                                            | Thannbach                                      |
| Bahnübergang (Strecke außer Betrieb) |                                 | Dientzenhoferstraße                                                  | Dientzenhoferstraße                            |
| Kopfbahnhof Strecke bis hier außer Betrieb | 02,30000,00                     | Waching (seit 1961 Talbahnhof)                                       | 508 m                                          |
| Blockstelle |                                 | Abzw (Bahnmeisterei, ehem. Ausweiche)                                | 520 m                                          |
| Abzweig geradeaus und nach links · Betriebs-/Güterbahnhof Streckenende und quer |                                 | Depot Wimbachau                                                      | 522 m                                          |
| |                                 | Beginn Zahnstange                                                    |                                                |
| Strecke mit Straßenbrücke |                                 | Forstweg                                                             | Forstweg                                       |
| ehemaliger Haltepunkt / Haltestelle |                                 | Gembachau (bis ~1980)                                                | 640 m                                          |
| Bahnübergang |                                 | Straße nach St. Margarethen                                          | Straße nach St. Margarethen                    |
| Brücke |                                 | Straße nach St. Margarethen                                          | Straße nach St. Margarethen                    |
| Brücke |                                 | Straße nach Kronberg                                                 | Straße nach Kronberg                           |
| Brücke |                                 | Forstweg zur Mitteralm und ins Reindlertal                           | Forstweg zur Mitteralm und ins Reindlertal     |
| |                                 | Ende Zahnstange                                                      |                                                |
| Bahnhof | 06,40004,10                     | Aipl (Ausweiche und Bedarfshalt)                                     | 972 m                                          |
| Bahnübergang |                                 | Forstweg zur Mitteralm und ins Reindlertal                           | Forstweg zur Mitteralm und ins Reindlertal     |
| |                                 | Beginn Zahnstange                                                    |                                                |
| Brücke über Wasserlauf |                                 | Wilder Graben (Mauer mit Durchlass)                                  | Wilder Graben (Mauer mit Durchlass)            |
| Haltepunkt / Haltestelle | 07,50005,30                     | Mitteralm (Bedarfshalt)                                              | 1210 m                                         |
| Bahnübergang |                                 | Skiabfahrt                                                           | Skiabfahrt                                     |
| Tunnel |                                 | Tunnel 1 (34 m)                                                      | Tunnel 1 (34 m)                                |
| Tunnel |                                 | Tunnel 2 (40 m)                                                      | Tunnel 2 (40 m)                                |
| Tunnel |                                 | Tunnel 3 (50 m)                                                      | Tunnel 3 (50 m)                                |
| Tunnel |                                 | Tunnel 4 (30 m)                                                      | Tunnel 4 (30 m)                                |
| Tunnel |                                 | Tunnel 5 (16 m)                                                      | Tunnel 5 (16 m)                                |
| Brücke |                                 | Reindlerscharte (Mauer mit Durchlass)                                | Reindlerscharte (Mauer mit Durchlass)          |
| Strecke |                                 | hölzerne Lawinenschutzgalerie                                        | hölzerne Lawinenschutzgalerie                  |
| ehemaliger Bahnübergang |                                 | Skiabfahrt (aufgelassen, durch Brücke ersetzt)                       | Skiabfahrt (aufgelassen, durch Brücke ersetzt) |
| Brücke |                                 | Hohe Mauer (mit Durchlass für Skiabfahrt)                            | Hohe Mauer (mit Durchlass für Skiabfahrt)      |
| Tunnel |                                 | Tunnel 6 (Schwaigerwand-Tunnel, 119 m)                               | Tunnel 6 (Schwaigerwand-Tunnel, 119 m)         |
| Tunnel |                                 | Tunnel 7 (35 m)                                                      | Tunnel 7 (35 m)                                |
| Strecke |                                 | hölzerne Verbauung                                                   | hölzerne Verbauung                             |
| |                                 |                                                                      |                                                |
| Kopfbahnhof Streckenende | 9,950 07,66                     | Wendelstein (Bergbahnhof) zur Wendelstein-Seilbahn nach Bayrischzell | 1723 m                                         |
| |                                 |                                                                      |                                                |
| Quellen: |                                 |                                                                      |                                                |

Die Wendelsteinbahn, abgekürzt WB, ist eine elektrisch betriebene, meterspurige Zahnradbahn mit Adhäsionsabschnitten und führt von Brannenburg im Inntal auf den Wendelstein in Oberbayern. Die Bahn überwindet dabei einen Höhenunterschied von 1217 Metern. Neben der Bayerischen Zugspitzbahn, der Drachenfelsbahn und der Zahnradbahn Stuttgart ist die Wendelsteinbahn eine von nur noch vier betriebenen Zahnradbahnen in Deutschland. Sie steht unter Denkmalschutz.
Auf den 1838 m ü. NN hohen Wendelstein im Mangfallgebirge führt neben der 1912 eingeweihten Eisenbahn seit 1970 auch die Wendelstein-Seilbahn. Beide werden von der Wendelsteinbahn GmbH betrieben.

## Konzept und Streckenführung

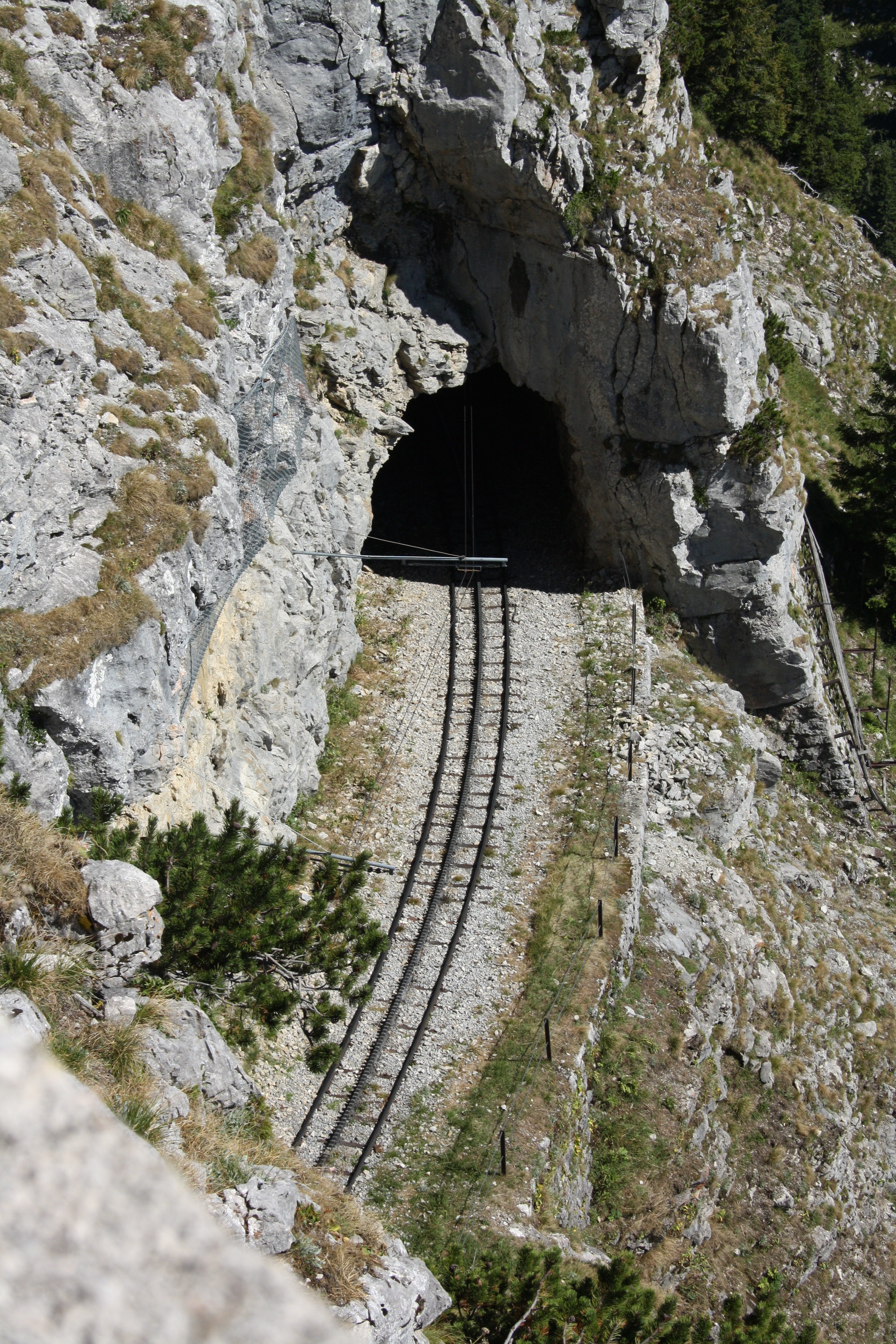
Streckenführung kurz vor dem Bergbahnhof

Der Bau der Wendelsteinbahn war die Vision des Industriellen Otto von Steinbeis, der neben der Forst- und Landwirtschaft im bayerischen Voralpenland auch im großen Stil Holzeinschlag im damals österreichisch-ungarischen Bosnien betrieb und parallel dazu ein ausgedehntes Netz von Schmalspurbahnen aufbaute. 1908 veröffentlichte er seine Pläne einer Zahnradbahn und am 4. Februar 1910 setzte Prinzregent Luitpold seine Unterschrift auf die Konzessions-Urkunde zum Bau der Wendelstein-Zahnradbahn.
Die ursprünglich 9,950 Kilometer lange, von Brannenburg aus weitgehend über die Ostflanke des Berges führende Strecke weist sieben Tunnel, acht Galerien und zwölf Brücken auf. Auf einer Länge von 514 Meter besteht eine Lawinenverbauung. Um den Betrieb auch im Winter aufrechtzuerhalten, wurde statt der topografisch wenig problematischen Route an den Abhängen der Mitter- und Reindler-Almen eine aufwändigere Trasse entlang der steilen Felswände des Wildalpjochs und des Soins gewählt.

## Bau
Baubeginn war nach Überwindung diverser Widerstände und Schwierigkeiten der 29. März 1910. Die Baukosten betrugen circa drei Millionen Goldmark, die vom Erbauer vollständig aus eigenen Mitteln erbracht wurden.
Über zwei Jahre waren rund 800 Arbeiter überwiegend aus Bosnien und Italien unter schwersten Bedingungen im Einsatz. Allein für die so genannte Hohe Mauer, einen 127 Meter langen und 17 Meter hohen Damm kurz vor dem Bergbahnhof, wurden 10.000 Kubikmeter behauenes Gestein verbaut. Insgesamt kamen 35 Tonnen Sprengstoff zum Einsatz. Die Fahrleitung wurde von den Siemens Schuckert-Werken zunächst auf Holzmasten aufgehängt.

## Geschichte

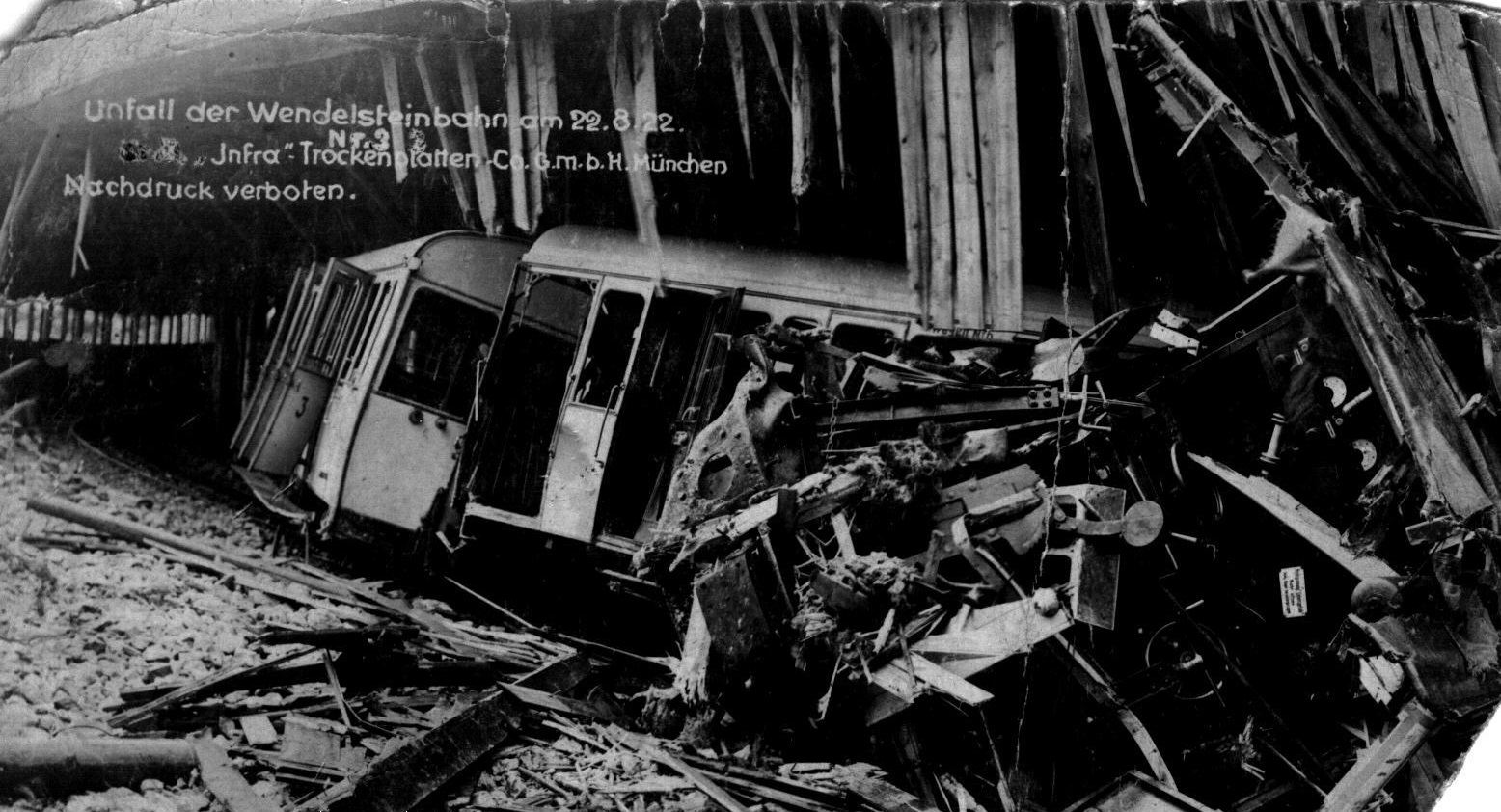
Unfall 1922

Am 12. Mai 1912 befuhr der erste Zug offiziell die gesamte Strecke und am 25. Mai wurde die Bahn feierlich eingeweiht. Die Wendelsteinbahn ist damit die älteste aktive Zahnradbahn Bayerns. Die zuständige Betreibergesellschaft hieß anfangs Wendelstein-Bahn- u. Hotel-Aktiengesellschaft.
Im Jahr 1922 entgleiste ein Wagen der Bahn in der Galerie am Wendelsteiner Kessel. Mehr als 30 Verletzte waren die Folge.
Für die frühere Gesamtstrecke betrug die Fahrzeit 75 Minuten, die Züge boten die 2. und die 3. Wagenklasse an. Mit zunehmendem Individualverkehr wurde am 21. Dezember 1961 der Abschnitt zwischen dem Bahnhof Brannenburg und dem heutigen Talbahnhof im Brannenburger Ortsteil Waching aufgegeben, weil er die ehemals dort verlaufende Bundesstraße 15 kreuzte. Außerdem kostete die Fahrt auf der rund zwei Kilometer langen Reibungsstrecke einige Minuten Fahrtzeit, die zur rationelleren Betriebsabwicklung gebraucht wurden. Hinzu kam, dass es nicht möglich war, in Brannenburg einen ausreichend großen Parkplatz anzulegen.

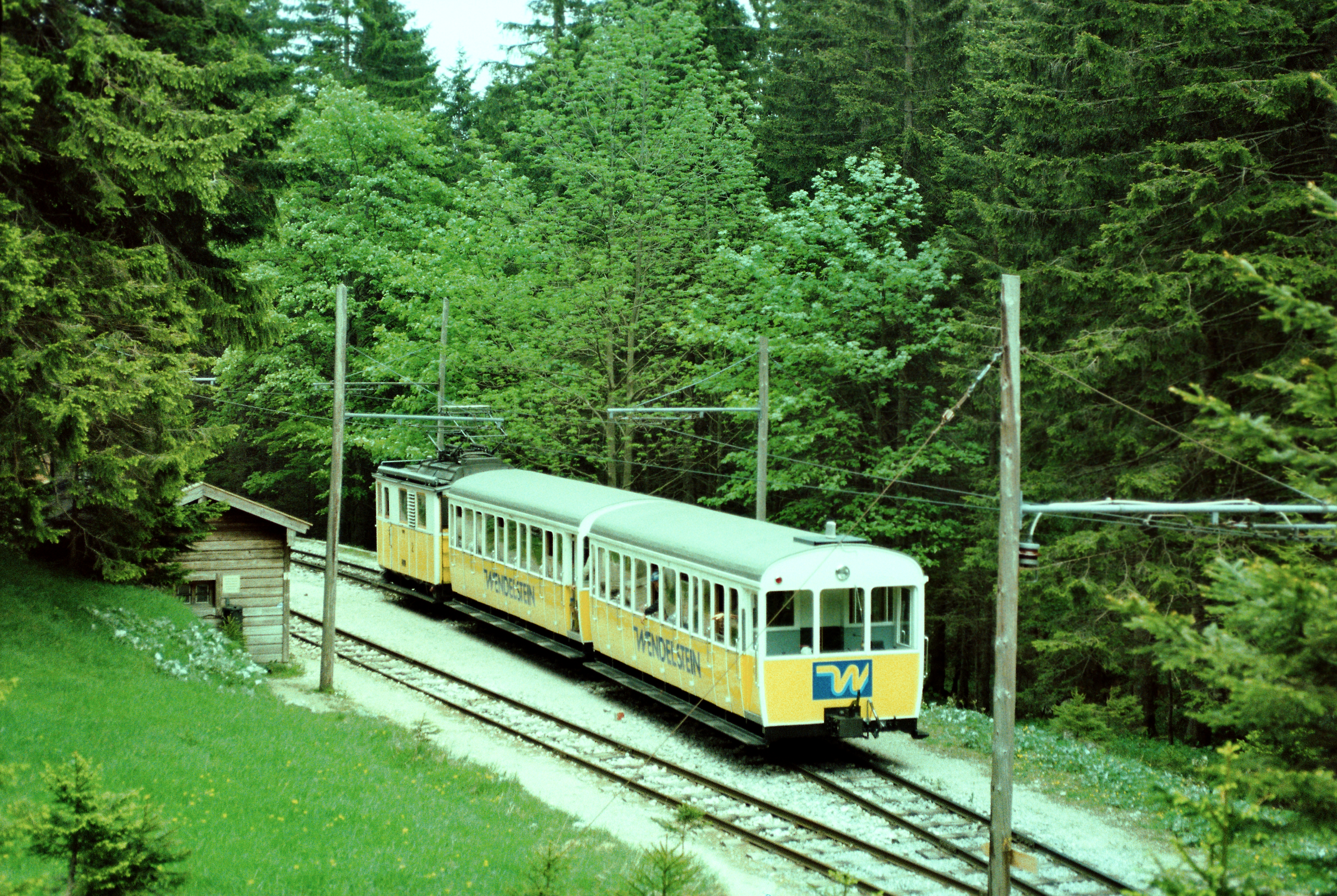
Zug in der Ausweiche Aipl (1984)

Mit der Aufgabe der „Talstrecke“ entfiel allerdings auch der Anschluss an das Netz der damaligen Deutschen Bundesbahn; jedoch reisten bereits damals nur noch zehn Prozent der Fahrgäste der Wendelsteinbahn mit dem Zug an. Die Fahrzeit verkürzte sich bei einer Streckenlänge von nunmehr 7,66 Kilometern auf 55 Minuten, die Kilometrierung wurde so abgeändert, dass Waching fortan Nullkilometer war.
In den Folgejahren wurde deutlich, dass ein rentabler Betrieb der Bahn nicht möglich war. Daher wurde 1970 von Bayrischzell-Osterhofen zum Wendelsteingipfel die Wendelstein-Seilbahn errichtet, die langfristig die Zahnradbahn ablösen sollte. Die Anziehungskraft der Zahnradbahn für den Tourismus wurde allerdings erkannt und ihr Betrieb aufrechterhalten.
Um 1980 wurde der Haltepunkt Gembachau aufgelassen.
Mit Hilfe des Freistaates Bayern, der Anliegerkommunen, des Landkreises Rosenheim und der Muttergesellschaft Lechwerke AG wurde ab 1987 die Anlage für 17 Millionen DM modernisiert. Der Abschluss der Arbeiten 1991 war mit einer Kapazitätssteigerung von nahezu 100 Prozent verbunden. Die Fahrzeit verringerte sich dank zweier moderner Doppeltriebwagen auf 25 Minuten für die Bergfahrt und auf 35 Minuten für die Talfahrt. Die Züge können seitdem im 30-Minuten-Takt verkehren. Heute arbeiten bei der Zahnradbahn noch circa 20 Mitarbeiter, doch ist die Bahn weiter auf Ausgleichszahlungen angewiesen.

## Fahrzeuge

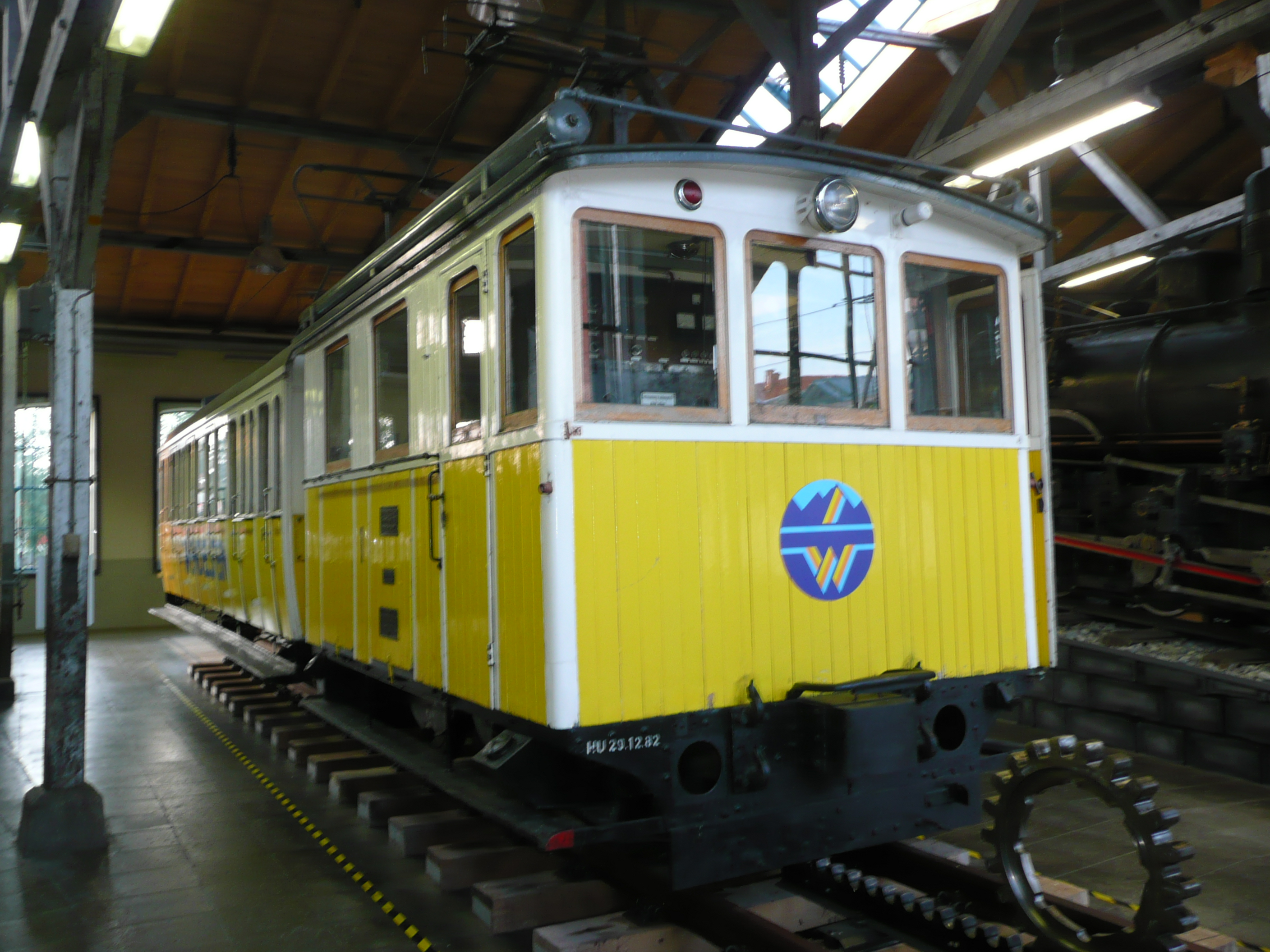
Lokomotive 1 mit Beiwagen 3 in der Lokwelt Freilassing

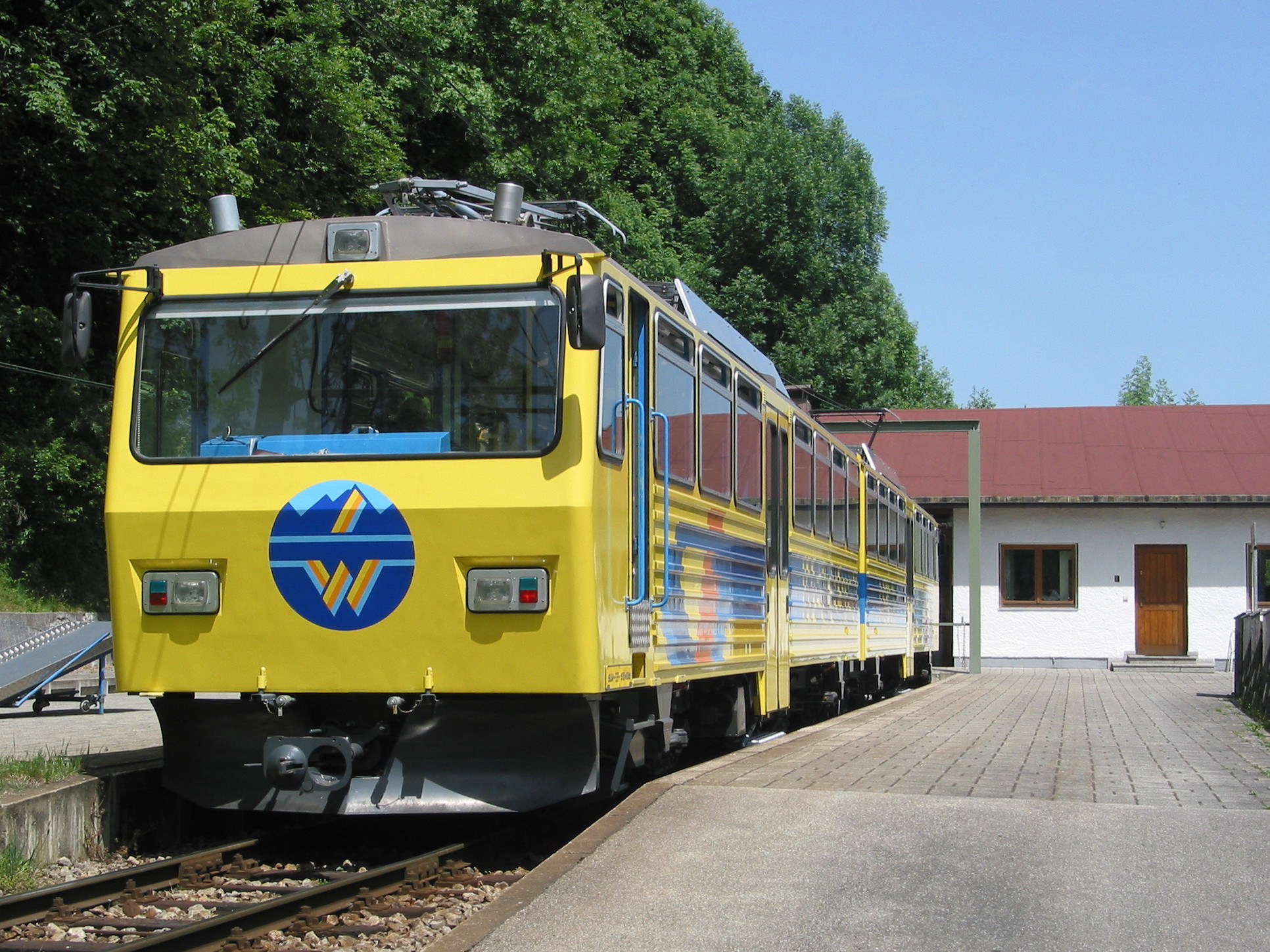
Triebwagen Beh 4/8

Ursprünglich wurden drei elektrische Zahnradlokomotiven für gemischten Adhäsions- und Zahnradbetrieb bei der Maschinenfabrik Esslingen und Brown, Boveri beschafft. Die passenden Vorstellwagen in Abteilbauweise mit jeweils 50 Sitzplätzen lieferte MAN in Nürnberg.
Der Antrieb der Lokomotiven erfolgt von zwei Gleichstrom-Nebenschlussmotoren von je 100 kW über Vorgelege mit einer Übersetzung von 1:11,6 und Kuppelstangen auf die kombinierten Zahnrad- und Adhäsionsachsen. Die Stromversorgung erfolgt mit 1500 V Gleichstrom. Die 17 Tonnen schweren Lokomotiven erreichen auf dem Adhäsionsabschnitt eine Höchstgeschwindigkeit von 15 km/h und in den Zahnstangenstrecken 8–10 km/h. Zur Bremsung dienen die elektrische Nutzbremse mit der Möglichkeit der Stromrückspeisung, eine auf die Motorwellen wirkende Bandbremsen und eine Druckluftbremse (für Lokomotive und Wagenzug) für den Adhäsionsabschnitt. 1935 wurde noch eine vierte Lokomotive nachgeliefert, so dass bis 1990 vier Garnituren im Einsatz standen. 1976 bis 1979 wurden die Lokomotiven im elektrischen Teil modernisiert und auf Wendezugsteuerung mit Sicherheitsfahrschaltung umgebaut. Lokomotive 1 befindet sich mittlerweile mit einem Vorstellwagen in der Lokwelt Freilassing. Die Lokomotiven 2 und 3 von 1912 sind nach wie vor betriebsbereit, während die 1935 nachgelieferte Lokomotive 4 im Jahr 2019 einen Kurzschluss mit Motorschaden erlitt und seitdem abgestellt ist. Drei ehemalige Vorstellwagen befinden sich bei der Wachtlbahn.
1990 wurden zwei neue Doppeltriebwagen bei Siemens und der SLM beschafft, baugleich denen der Bayerischen Zugspitzbahn. Sie tragen die Namen Otto von Steinbeis und Prinzregent Luitpold.
Aufgrund der notwendigen Modernisierung der Elektronik der beiden Triebwagen wurde bei der Schweizer Firma Stadler Rail eine neue zweiachsige Zahnradlokomotive der Type HGe 2/2 bestellt, welche im Oktober 2021 geliefert und im Mai 2022 in Dienst gestellt wurde. Die 2,5 Millionen Euro teure und 700 kW starke Lokomotive soll während der sechsmonatigen Modernisierung der Triebwagen diese entlasten und den Betrieb aufrechterhalten. Die neue Lokomotive trägt die Nummer 5 und verkehrt nun mit zwei alten Vorstellwagen, von deren Plattform sie ferngesteuert wird.

## Energieversorgung
Für den Bahnbetrieb wurde von den Siemens-Schuckertwerken ein eigenes Wasserkraftwerk neben dem Depot im Förchenbachtal errichtet. Jede der beiden Turbinen war mit einem Gleichstromgenerator für die Bahnversorgung und einem Drehstromgenerator für die Versorgung von Berghotel und den umliegenden Ortschaften gekoppelt. Die Betreibergesellschaft fungiert auch als regionaler Energieversorger.

## Galerie

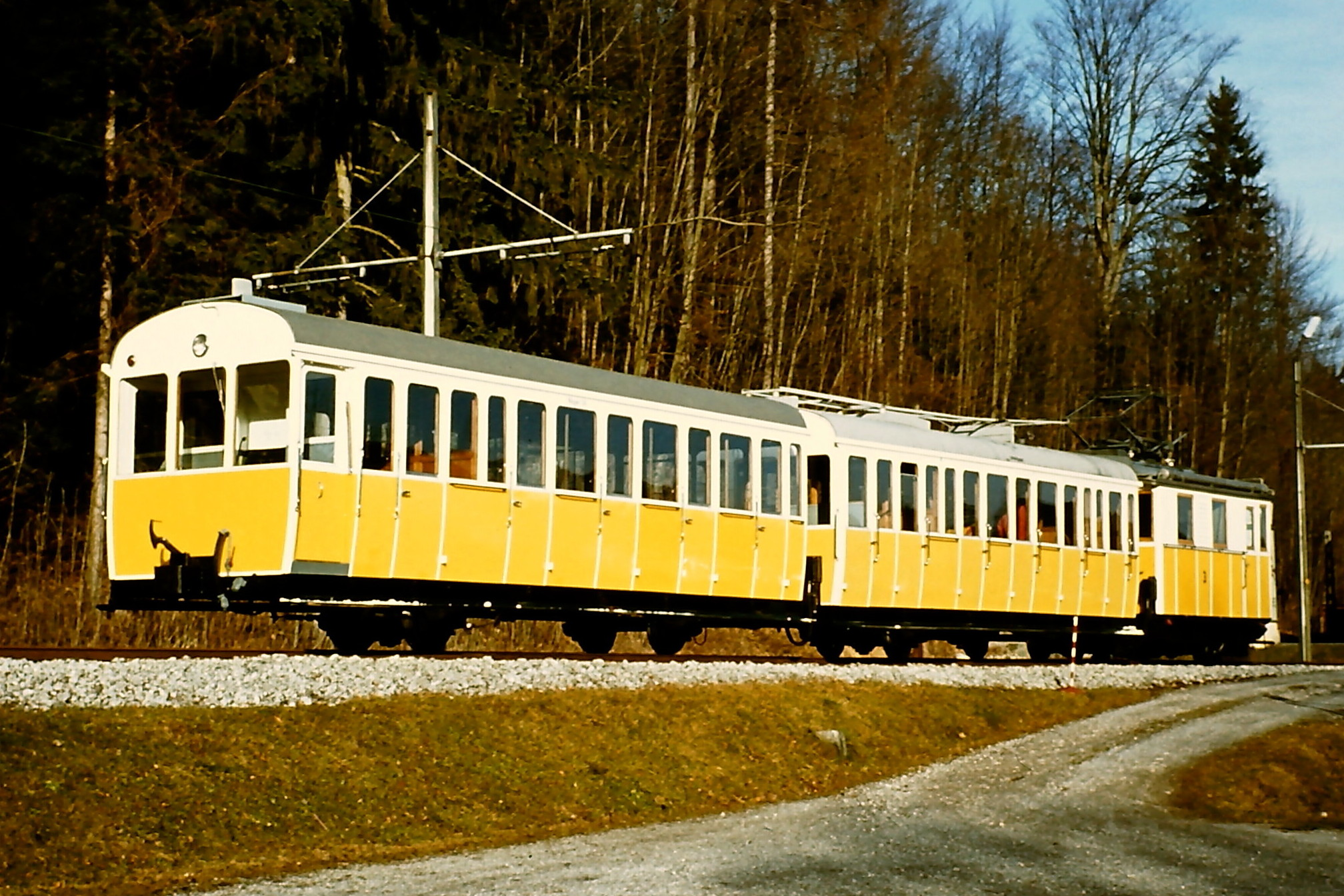
Zug mit Lok 3 bei der Einfahrt in den Talbahnhof
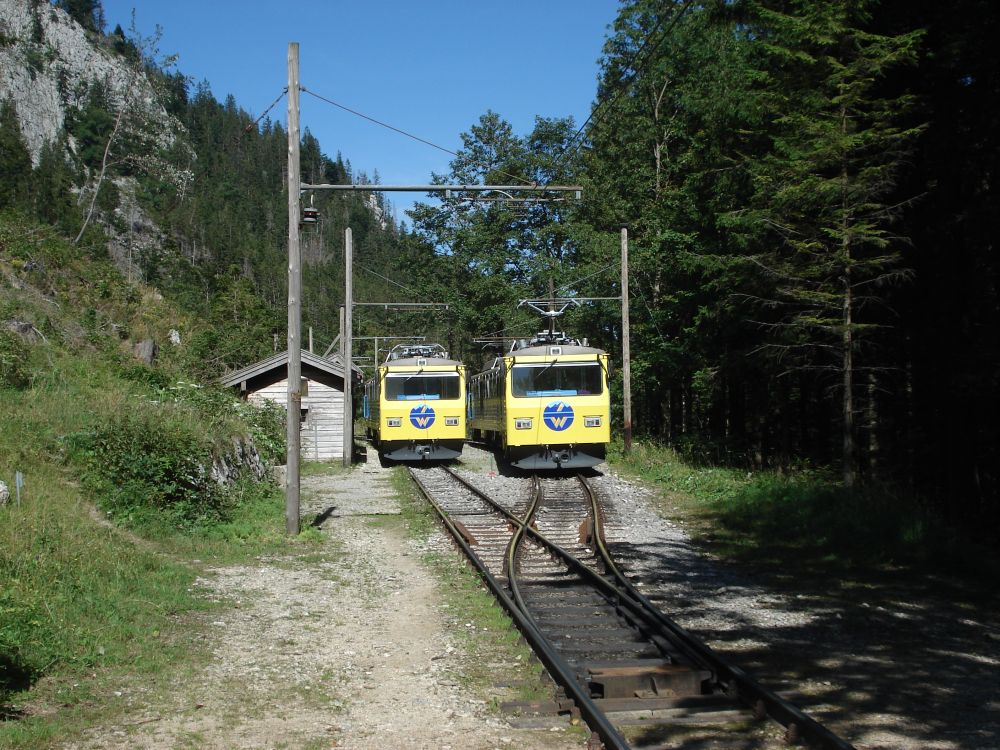
Kreuzung zweier Züge im Bahnhof Aipl
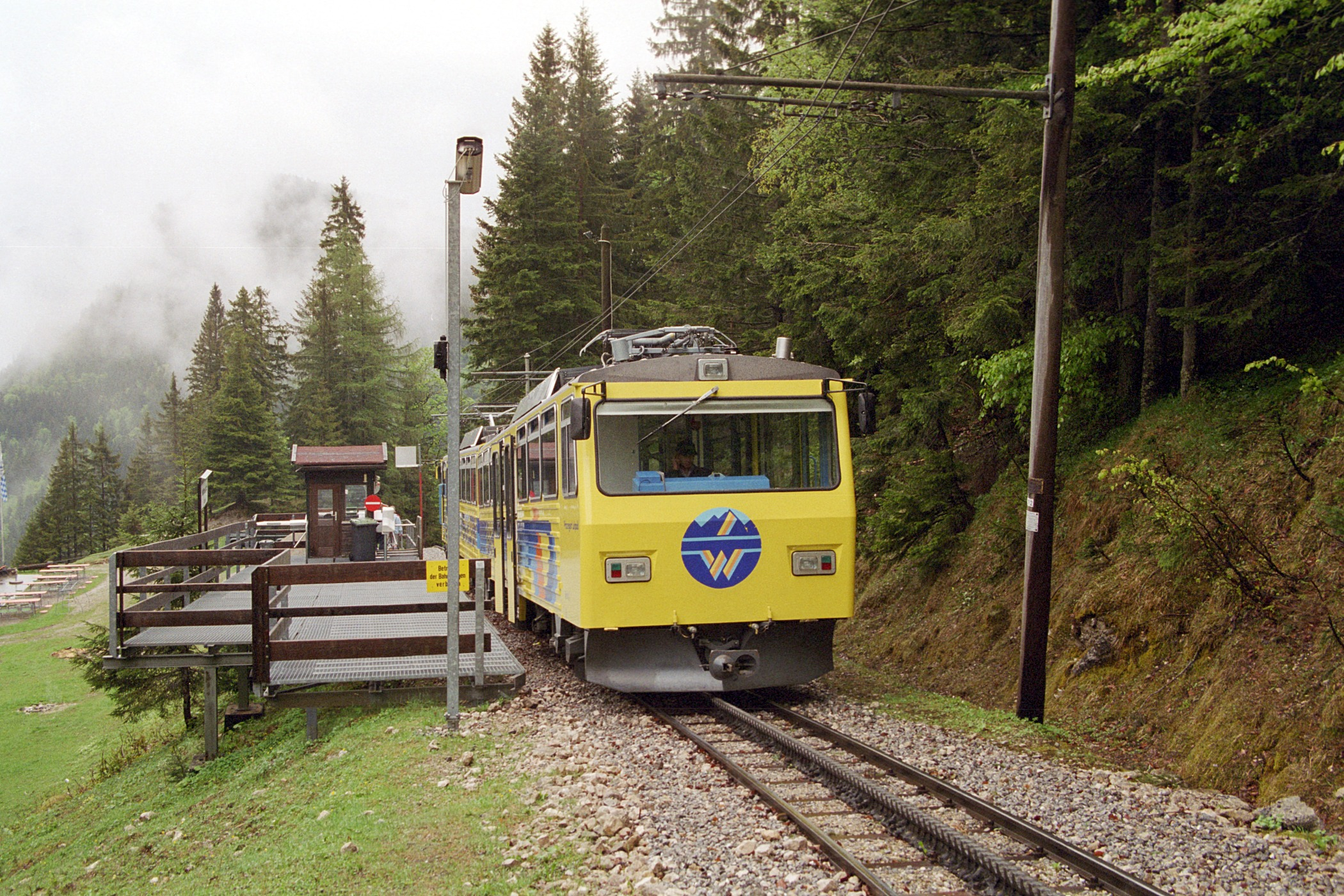
Haltepunkt Mitteralm
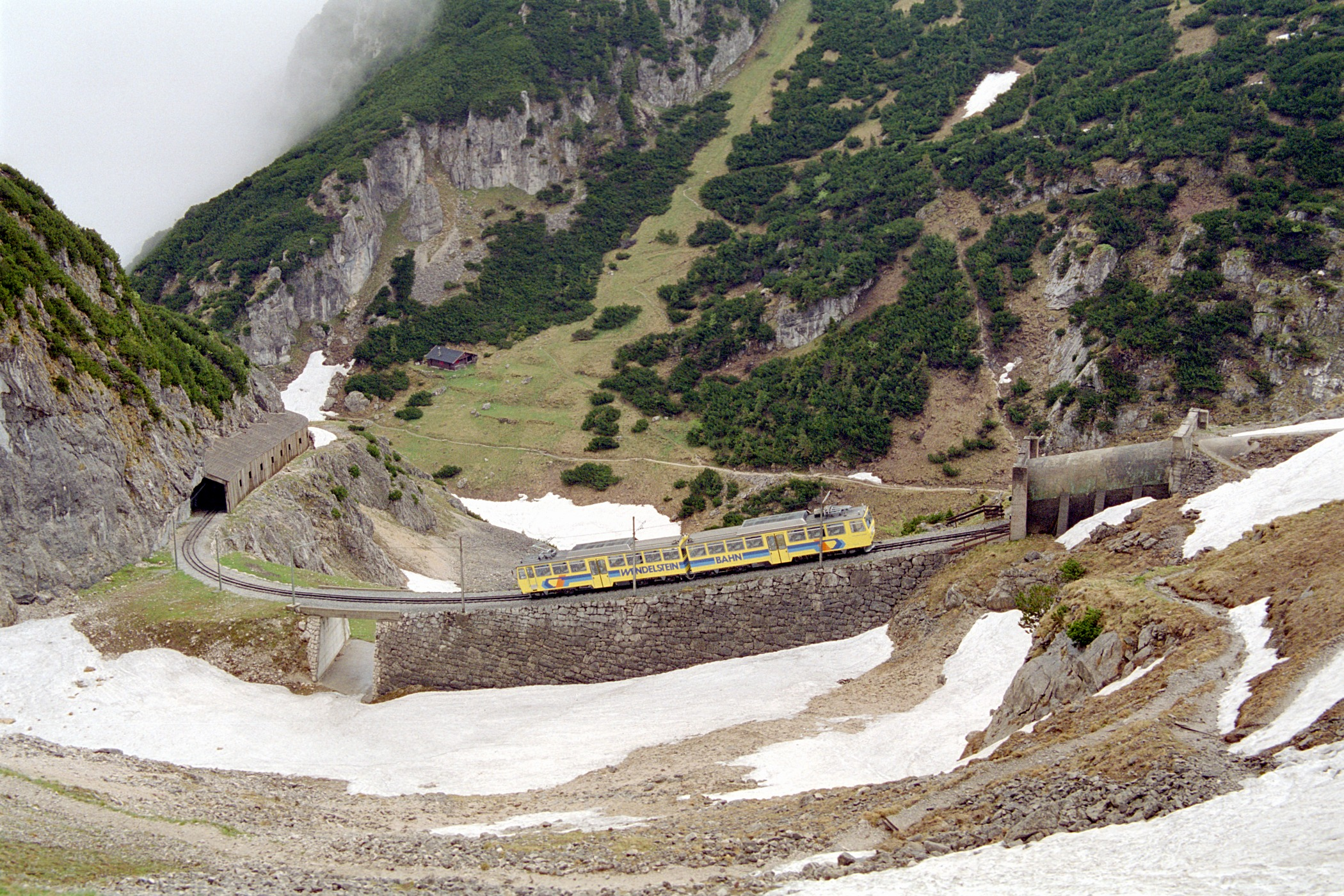
Auf der Hohen Mauer
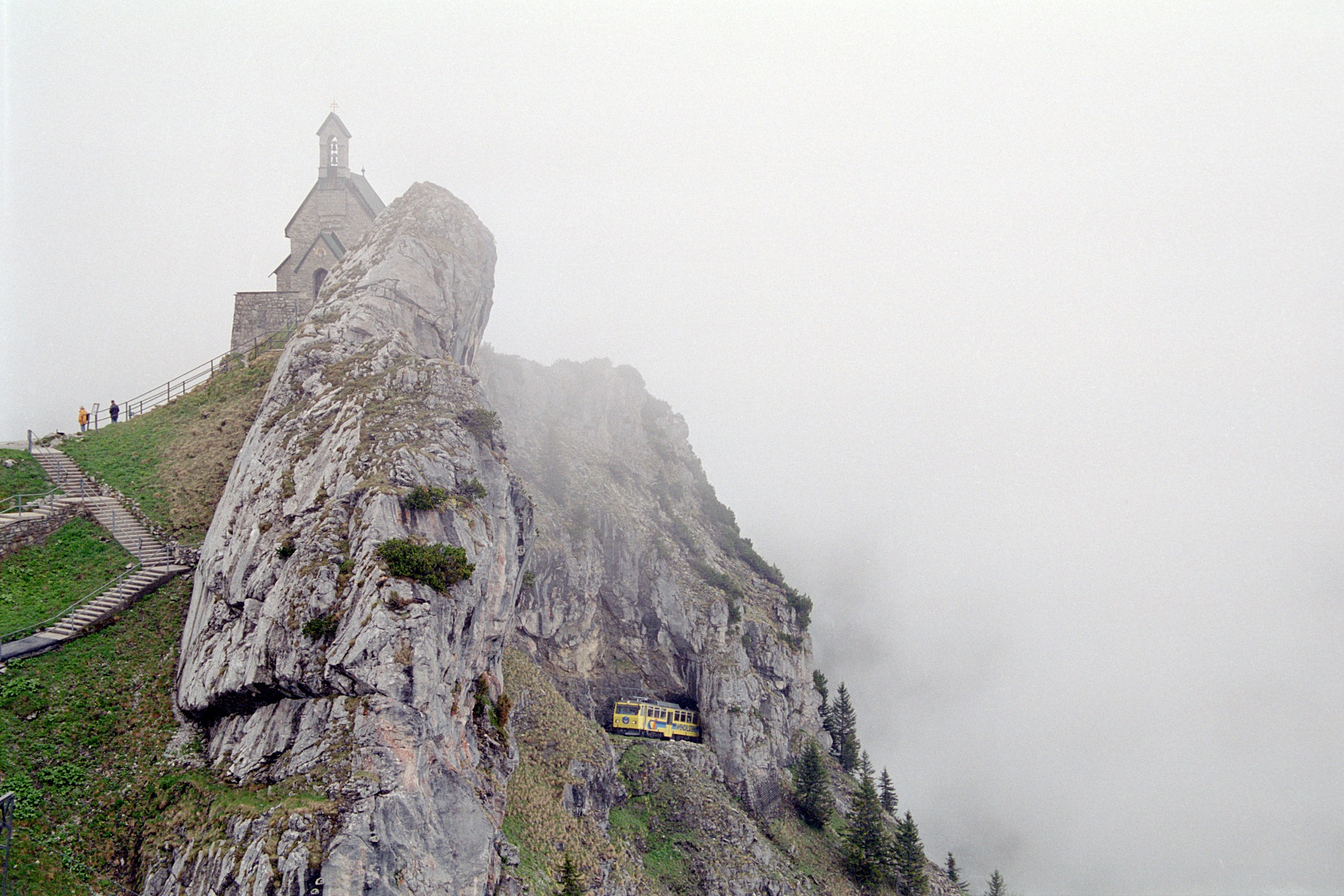
Zwischen den letzten beiden Tunneln
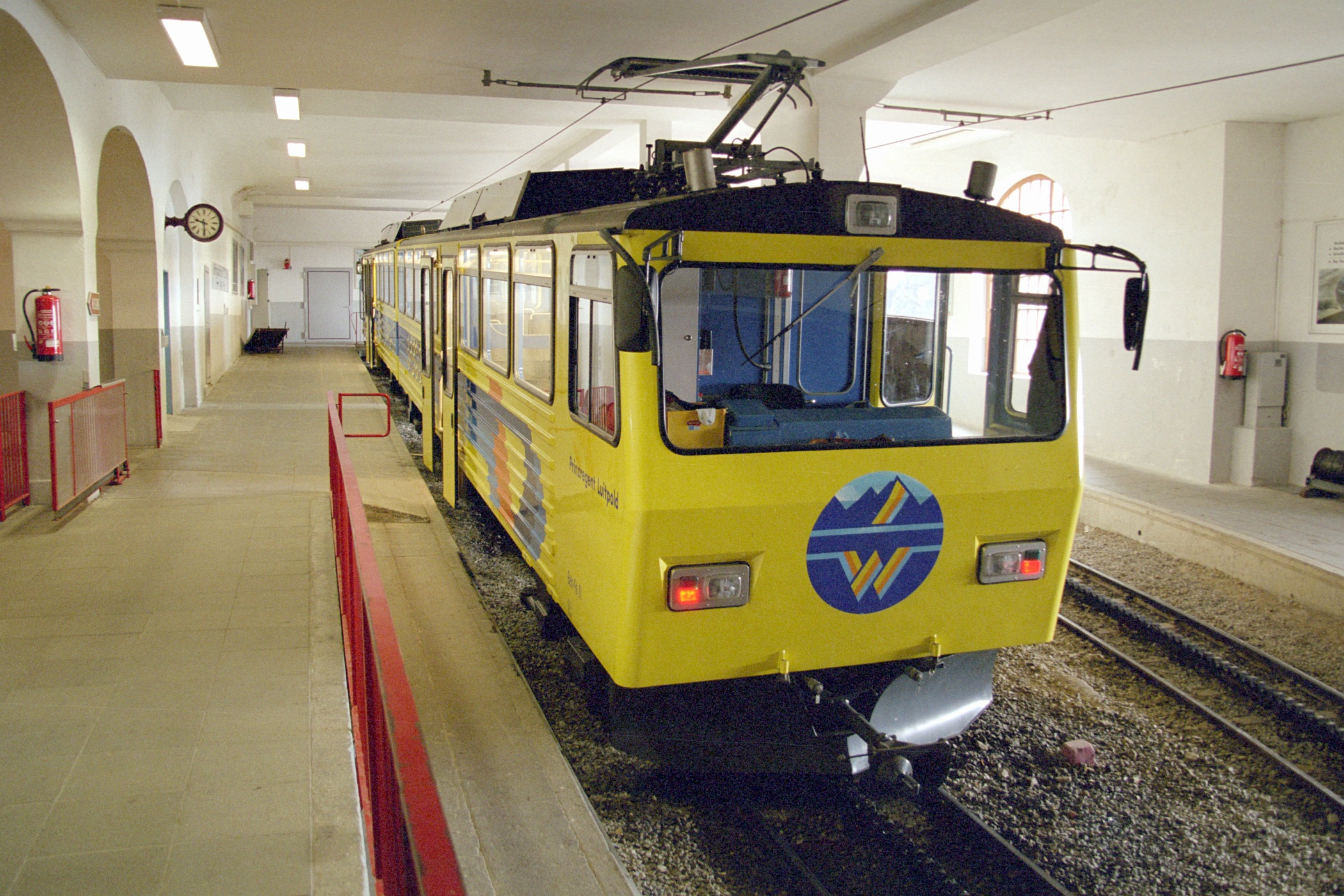
Bahnhof Wendelstein
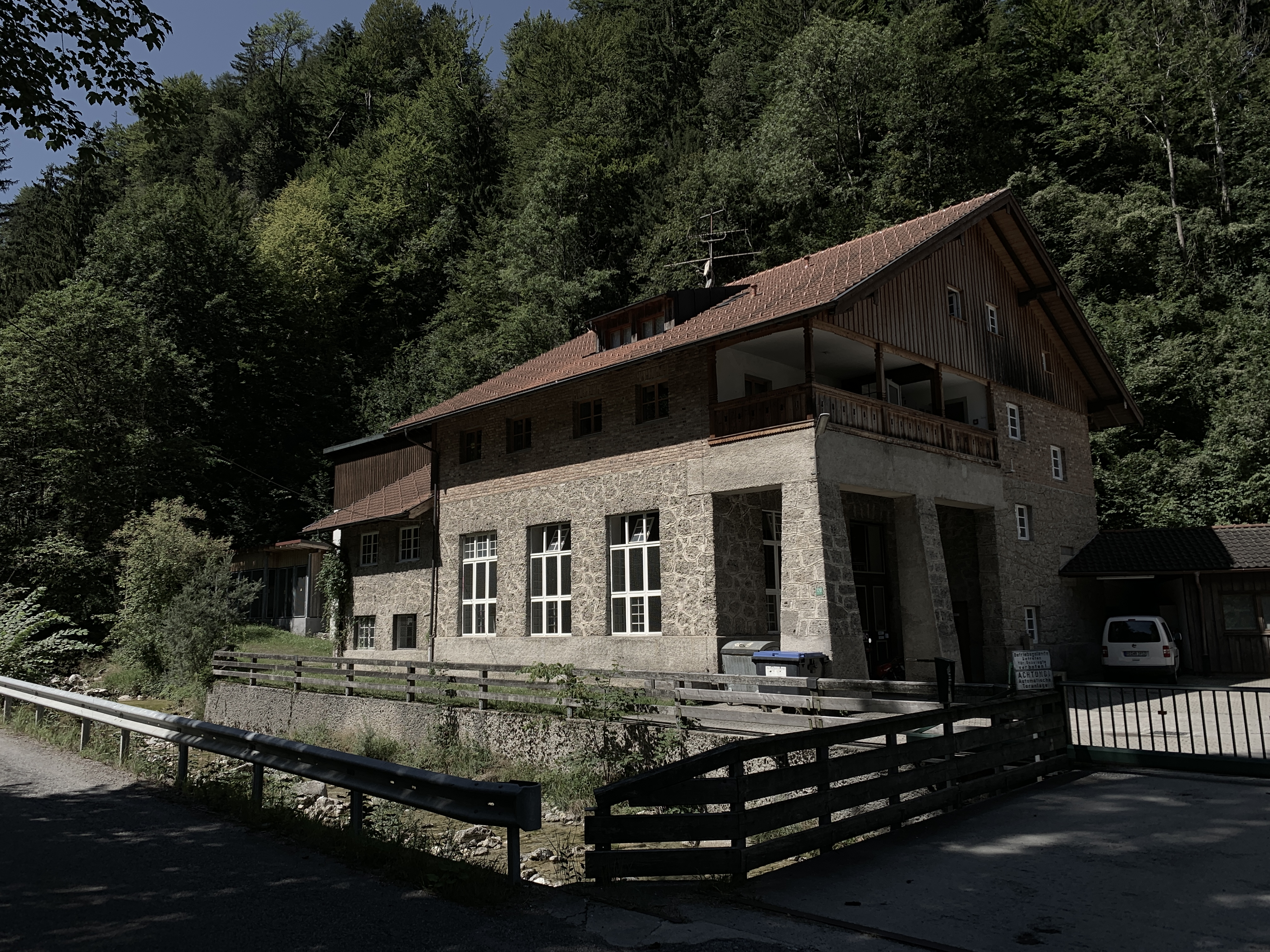
Kraftwerk der Wendelsteinbahn